# Bellísima
Bellísima é uma telenovela venezuelana exibida em 1991 pela Venevisión.

## Elenco
- Victor Cámara - Ricardo Linares Rincón
- Emma Rabbe - Gabriela Gruber
- Daniel Alvarado - Arturo González
- Henry Galue - Aurelio
- Nancy González - Consuelo Gruber
- Eva Mondolfi I - Elvira
- Belén Marrero - Sara
- Diego Balaguer
- Juan Iturbide - Federico Linares
- Mauricio González - Ramiro Aponte
- Carolina Muzziotti - Estrella
- José Vieira - Zurdo (César Gruber)
- Regino Jiménez -  Dionisio, tio de Arturo
- Aura Elena Dinisio - Roxana
- Alba Valvé - Ileana, prima de Ricardo
- Javier Diaz
- Lucy Orta - Eva Suárez
- Hilda Blanco - Guaia
- Humberto Tancredi
- Susana Duijm - Susana
- Carolina Motta - Marisol Gruber
- Elizabeth Morales - Esther
- Juan Carlos Vivas Abel 'Beiby'
- Asdrúbal Blanco - Rubén Gruber
- Teresa Cárdenas - Yoly Gruber
- Ivette Planchard
- Dulce María Pilonietta - Vanessa
- Dalia Marino - Rosa
- Coromoto Rivero - Patricia
- Hans Christopher - Raúl Freitas